# Davidův rod

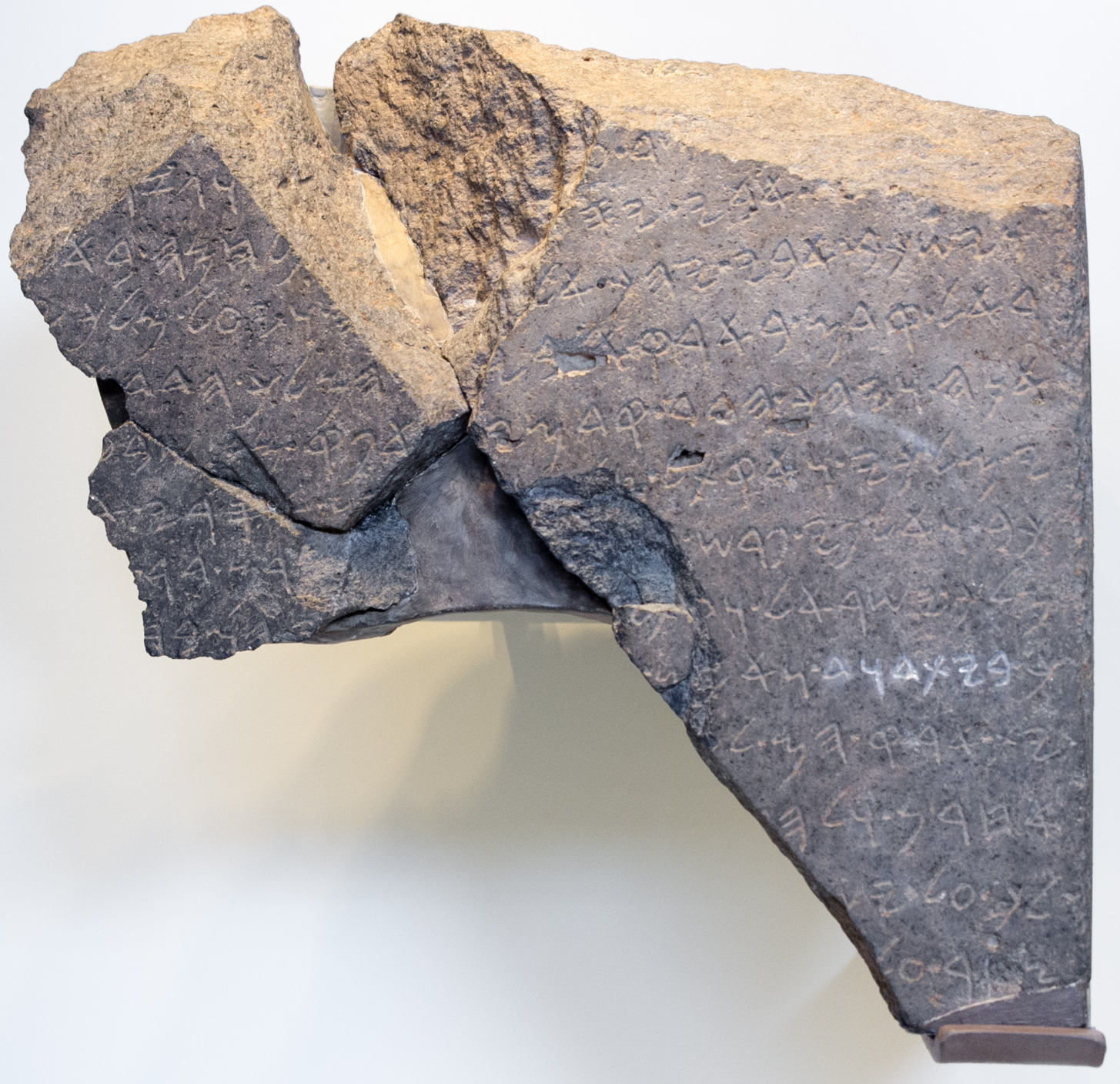
Stéla z Tel Danu. Zvýrazněné znaky jsou považovány za nejstarší zmínku o Davidově rodu.

Dům Davidův (hebrejsky בֵּית דָּוִד‎ Bet David), též davidovská linie nebo davidovská dynastie je označení pro rod starozákonního Davida a královskou dynastii vládnoucí judskému království až do jeho zničení a babylonského zajetí (6. století př. n. l.). David byl podle Starého zákona třetím králem sjednoceného království, zakladatelská osobnost státu izraelských kmenů a v judaismu má očekávaný Mesiáš (tedy jako David pomazaný král) pocházet z jeho rodu. 
V Novém zákoně jsou Ježíšovy rodokmeny, které mezi mužské předky Ježíše Krista uvádějí i krále Davida. Ježíš je tedy počítán do davidovské linie, je to „syn Davidův“, tedy jeho dědic, očekávaný pomazaný – Kristus, král židovský. Podle Nového zákona však byl Ježíš počat z Ducha svatého a Josef tedy není jeho skutečným otcem. Tento rozpor je předmětem teologických výkladů, např. že linie není pokrevní nebo je skrze jeho matku.
K Davidovu rodu se tradičně hlásí etiopská královská dynastie Šalomounovci, její první panovník Menelik I. má být nemanželským synem Davidova syna Šalomouna a Královny ze Sáby.
Jediná přímá mimobiblická zmínka o „domu Davidově“ (a Davidovi vůbec) je na aramejském nápisu na stéle z Tel Danu datované do 9. století př. n. l., kde se píše o smrti krále z BJTDVD. Mnohem méně je přijímána interpretace, že se jméno vyskytuje i na Méšově stéle.